# Zwangsabtreibung
Als Zwangsabtreibung bezeichnet man einen Schwangerschaftsabbruch, der behördlich erzwungen wird. 
Sie beschneidet die Rechte auf Sexualität und Fortpflanzung sowie das Recht auf körperliche Unversehrtheit der Schwangeren und das Recht auf Leben des Nasciturus.

## Deutschland
in der Zeit des Nationalsozialismus ließ ab 1943 § 8 der Verordnung zum Schutz von Ehe, Familie und Mutterschaft Ausnahmen vom Abtreibungsverbot aus rassistischen Gründen  zu. Von Zwangsabtreibung betroffen waren unter anderem Zwangsarbeiterinnen. Zudem wurden im Rahmen einer Eugenik und nationalsozialistischen Rassenhygiene Kinder aus Gründen einer so genannten Euthanasie ermordet; auf Grundlage des Gesetzes zur Verhütung erbkranken Nachwuchses wurden Menschen durch Zwangssterilisation unfruchtbar gemacht.

## Schweiz
In der Schweiz wurden im Rahmen der fürsorgerischen Zwangsmassnahmen bis in die 1970er hinein neben Zwangssterilisationen und -kastrationen auch Zwangsabtreibungen durchgeführt.

## Nordkorea
Nach Zeugenaussage von Soon Ok Lee vor dem Senat der Vereinigten Staaten werden schwangere Gefangene in Lagern zu Schwangerschaftsabbrüchen durch Injektionen gezwungen; trotzdem lebend geborene Babys würden gleich nach der Geburt getötet.

## Osttimor
Aus Osttimor werden aus der indonesischen Besatzungszeit Zwangssterilisationen, Zwangsabtreibungen und Zwangsverhütung zur Bevölkerungskontrolle und Indonesierung berichtet.

## Volksrepublik China
In der Volksrepublik China gab es, um die bis 2015 verfolgte Ein-Kind-Politik durchzusetzen, laut Medienberichten auch Zwangsabtreibungen und Zwangssterilisationen. Bekam eine Frau ein weiteres Kind, musste die Familie hohe Geldstrafen zahlen und mit weiteren Nachteilen rechnen. In einigen Regionen Chinas durfte eine Familie, deren erstes Kind ein Mädchen war, jedoch ein weiteres Kind bekommen. Diese Ungleichbehandlung wurde von Menschenrechtsorganisationen stark kritisiert.
Zu den öffentlich bekannt gewordenen Fällen gehört die 31-jährige Pan Chunyan (chinesisch 潘春煙), die im achten Monat der Schwangerschaft zu einem Schwangerschaftsabbruch gezwungen wurde. Im Juni 2012 wurde der Fall der 23-jährigen Feng Jianmei (冯建梅) bekannt, die im siebten Monat zu einem Schwangerschaftsabbruch gezwungen wurde.
Von Zwangsabtreibungen waren auch Menschen in Tibet betroffen, berichtet unter anderem die Internationale Gesellschaft für Menschenrechte.